# Aÿ (Marna)
Aÿ era un comune francese di 4 172 abitanti situato nel dipartimento della Marna, nella regione del Grand Est. Il 1° gennaio 2016 è confluito nel neo-costituito comune di Aÿ-Champagne.

## Società

### Evoluzione demografica
Abitanti censiti

## Amministrazione

### Gemellaggi
- Besigheim
- Newton Abbot
- Quaregnon
- Sinalunga